# أحمد الأذري القمي
آية الله العظمى أحمد الآذري القمي البيجديلي كان رجل دين إيراني. ولد في عام 1925 في قم، وبعد الثورة الإيرانية عام 1979 خدم في المحكمة الدينية الخاصة [الإنجليزية]، ومجلس الخبراء، وأسس صحيفة الرسالة المحافظة. أُلقي القبض عليه في نوفمبر/تشرين الثاني 1997 بعد أن تسرّبَت رسالة مفتوحة له كتبها للحكومة البريطانية ينتقد فيها المرشد الأعلى علي خامنئي لسببين: السماح بـ"الفساد الأخلاقي" بين المسؤولين، ودعمه لفلسطين وحركات المقاومة، حيث برّر أن القنوات العربية التلفازية تُحرض عليهم، وأن دعم فلسطين وضع الاقتصاد وحياة الشعب الإيراني في ظل عقوبات قاسية. بعد فترة وجيزة، ندّد به خامنئي في خطاب مُتلفز متهمًا إياه بـ"خيانة الشعب والثورة والبلاد"، وأضاف أن "من واجب إيران دعم الأمة الإسلامية، كما فعلَت في البوسنة والهرسك". وفي العام التالي، رفض مجلس صيانة الدستور ترشيحه مجددًا لعضوية مجلس الخبراء، وتُوفي عام ١٩٩٩ وهو رهن المراقبة.

## الخلفية والمهنة
وُلِد الأذري في قم عام 1925 م.
بدأ الأذري دراسته في قم عام 1941 على يد آيات الله البروجردي ومحقق داماد والطباطبائي. وبعد أن أنهى دراسته الدينية هاجر إلى تبريز في شمال غرب إيران ليعمل مدرسًا دينيًّا في مدرسة داخلية.
كان الأذري عضوًا مؤسسًا لجمعية مدرسي الحوزة العلمية في قم، وعضوًا في جمعية رجال الدين المقاتلين. بين عامي 1965 و1979 سُجن عدة مرات. كان قاضيًا في المحكمة الدينية الخاصة [الإنجليزية] بعد الثورة الإسلامية. كان عضوًا في مجلس الخبراء الذي انتخب خامنئي في الأصل خليفةً للخميني. كما أسس مؤسسة الرسالة، وهي منظمة دينية تملك صحيفة الرسالة [الإنجليزية]. كان الأذري القمي في الأصل محافظًا متشددًا. ويقال إنه في خضم الصراع حول الإصلاح الزراعي الذي تصوره البرلمان اليساري في أوائل الثمانينيات، طلب الأذري الإذن من الخميني لتأسيس صحيفة محافظة، لكن الخميني رفض. وحاول الأذري مرة أخرى بعد عام وفي هذه المرة لم يتفاعل الخميني مع الطلب، الأمر الذي فسره الأذري على أنه إذن. كانت هذه هي بداية صحيفة الرسالة، إلى جانب صحيفة كيهان، إحدى الصحف الأكثر محافظة في إيران.

## الصراع مع خامنئي
اُعتقل آية الله العظمى أحمد الأذري القمي في تشرين الثاني 1997 م بعد نشره رسالة مفتوحة للحكومة الإيرانية (كذلك نشر مقالات في صحيفة نمروز الأسبوعية المستقلة التي تتخذ من لندن مقرًّا لها) انتقد فيها المرشد الأعلى خامنئي. وفي الرسالة المفتوحة التي بلغت 34 صفحة، ألقى آذري قمي باللوم على خامنئي لأنه بدأ في إنشاء جماعة أنصار حزب الله التي كانت مسؤولة عن تهديد عدد من الأكاديميين والكتاب الليبراليين. واتهم الأذري خامنئي بتمهيد الطريق لانتشار "الفساد الأخلاقي" على نطاق واسع بين مسؤولي النظام ورجال الدين، مما "أدى إلى ذبول جذور الأخلاق". كما انتقد الأذري الجمهورية الإسلامية لاعتقال أبناء آية الله العظمى محمد الشيرازي؛ قائلًا: "حتى لو رفض ولاية الفقيه، فلماذا يُستجوب أبناؤه؟ على الأجهزة الأمنية أن تتعلم من المصير المخزي لجهاز السافاك"، كما ناشد الأذري الرئيس خاتمي بإلغاء المحكمة الدينية الخاصة [الإنجليزية] التي اعتقلت بعض أتباع آية الله العظمى الشيرازي.
وفي رسالته اقترح الأذري القمي تقسيم ولاية الفقيه إلى عالمين مختلفين: السلطة العقائدية والسلطة السياسية. ينبغي أن يتولى آية الله منتظري الشؤون الدينية، في حين يمكن لخامنئي ممارسة السلطة السياسية.[بحاجة لمصدر]

وأخيرا، ذكّر آية الله العظمى آذري قمي الرئيس الجديد خاتمي بأنه مع وجود أكثر من 23 مليون شخص صوتوا لصالحه، فإنه لديه الإمكانية الدستورية للدعوة إلى استفتاء حول مدى صلاحيات ودور المرشد الأعلى.
بتصويته لصالحك، وضع شعبنا الشجاع القيادة الحالية بأكملها موضع تساؤل، وأنا فخور بذلك. ولكن، يا سيدي الرئيس، احذر أن تصبح آخر رؤساء الجمهورية الإسلامية، فهذا ما قد يكون مصيرك إذا لم تتحرك الآن لوقف الظلم الحالي المرتكب باسم الإسلام فورًا.
وردًّا على ذلك، طُرد الأذري بالقوة من المؤسسات الدينية في قم في 10 نوفمبر/تشرين الثاني 1997.
لم يكن الآذري من مؤيدي ترك القضية الفلسطينية عمومًا، لكنه رأى أن دعم الجمهورية الإسلامية في إيران لفلسطين، يُغير الرأي العام في العالم الإسلامي عن إيران، وسيجعلها في نهاية المطاف دولة منبوذة عند جيرانها العرب، وخصومها الغرب، لذلك أراد أن تكتفي إيران بالدعم الدبلوماسي على غرار الدول العربية.
في 26 تشرين الثاني 1997، أعلن المرشد الأعلى للجمهورية الإسلامية آية الله علي خامنئي في خطاب متلفز أن منتظري والأذري "ارتكبا خيانة للشعب والثورة والبلاد"، وأمر السلطة القضائية بضمان "معاقبتهما وفقًا للقانون".
وذكرت صحيفة إيران نيوز في 5 فبراير/شباط 1998 أن صحيفة جمهوري إسلامي نشرت مقالًا عن اجتماع عُقد مؤخرًا في مشهد بين بعض أعضاء مجلس الخبراء الذين طالبوا بطرد الأذري من المجلس. في نهاية المطاف، لم يتم طرد آذري قمي من مجلس الخبراء، ولكن تم رفض ترشيحه المتجدد في عام 1998 من مجلس صيانة الدستور.
قضى الأذري 15 شهرًا تحت الإقامة الجبرية، وخلال هذا الوقت ومع كبر سنه تعرّض لوعكات صحية، وفقًا لمحسن كديور. ثم انتقل فترة إلى المستشفى في 1 شباط 1999 م، حيث قضى فيها بعض الوقت وتوفي لاحقًا عن عمر يناهز 74 عامًا.

## الأعمال
- سيما يي زان دار نظام إسلامي (صورة المرأة في النظام الإسلامي)[1]

## طالع أيضًا
- المحكمة الدينية الخاصة [الإنجليزية]
- آية الله العظمى حسين علي منتظري
- جمعية مدرسي الحوزة العلمية في قم
- جمعية رجال الدين المجاهدين في طهران